# Cyril Aldred
Cyril Aldred (* 19. Februar 1914 in Fulham, County of London; † 23. Juni 1991 in Edinburgh) war ein britischer Ägyptologe und Kunsthistoriker.

## Leben
Cyril Aldred wurde als dritter Sohn von Frederick Aldred und Lilian Ethel Aldred, geb. Underwood, in Fulham, heute ein Stadtteil von London, geboren. Sein Vater war Angestellter des öffentlichen Dienstes bei der Post. Nach Besuch der Sloane School in Chelsea studierte Aldred zunächst Anglistik am King’s College London und danach Kunstgeschichte am Courtauld Institute of Art der Universität London. Während seiner Studienzeit lernte er 1933 den Ägyptologen Howard Carter kennen. Nach Abschluss seines Studiums 1936 wurde Cyril Aldred 1937 Assistenzkurator (Assistent Keeper) am Royal Scottish Museum in Edinburgh, 1955/56 verbrachte er ein Jahr als Associate Curator am Department of Egyptian Art des Metropolitan Museum of Art in New York. Von 1961 bis zu seinem Ruhestand 1976 war er Leiter des Department of Art and Archaeology am Royal Scottish Museum.

## Publikationen (Auswahl)
- The Egyptians (= Ancient Peoples and Places. Band 18). Thames & Hudson, London 1961.
- Akhenaten, Pharaoh of Egypt. A New Study. Thames & Hudson, London 1968.
  - Echnaton. Gott und Pharao Ägyptens. Aus dem Englischen von Joachim Rehork. Lübbe, Bergisch Gladbach 1968.
- Jewels of the Pharaohs. Egyptian jewellery of the Dynastic Period. Thames & Hudson, London 1971, ISBN 0-500-27025-2.
  - Die Juwelen der Pharaonen. Aus dem Englischen von Peter Behrens. Praeger, München u. a. 1972, ISBN 3-7796-8507-8.
- Tutankhamun and Friends. Bellerophon Books, Santa Barbara CA 1977, ISBN 0-88388-043-1.
- Egyptian Art in the Days of the Pharaohs, 3100–320 BC. Thames & Hudson, London 1980, ISBN 0-500-18180-2.
- mit Jean Leclant, Paul Barguet und Christiane Desroches-Noblecourt: L’Empire des Conquérants. L’Egypte au Nouvel Empire (1560–1070) (= L’Univers des Formes. Band 27). Editions Gallimard, Paris 1979, ISBN 2-07-010969-0.